# Vuelta a España 2012
Die 67. Vuelta a España fand vom 18. August 2012 bis 9. September 2012 statt. Sie war insgesamt 3.282 km lang. Sie wurde von dem spanischen Radprofi Alberto Contador gewonnen.
Die dreiwöchige spanische Rundfahrt bestand aus 21 Etappen und wurde in Pamplona mit einem Mannschaftszeitfahren über 16,2 Kilometer gestartet. Es fanden insgesamt zehn Bergetappen, davon fünf Bergankünfte, sowie neun Flachetappen statt. Außerdem wurde ein Einzelzeitfahren über 40,0 km von Cambados nach Pontevedra ausgetragen. Das zur UCI WorldTour 2012 zählende Etappenrennen endete am 9. September 2012 in Madrid.

## Teams
Nach dem Reglement der UCI WorldTour waren die 18 ProTeams zur Teilnahme berechtigt und verpflichtet. Da die Fahrerzahl je Team auf neun und die Gesamtteilnehmerzahl auf 200 begrenzt war, lud der Veranstalter vier Professional Continental Teams über Wildcards ein.
| ProTeams AG2R La Mondiale Astana Pro Team BMC Racing Team Euskaltel-Euskadi FDJ-Big Mat Garmin-Sharp Orica GreenEdge Katusha Team Lampre-ISD | Liquigas-Cannondale Lotto Belisol Team Movistar Omega Pharma-Quick Step Rabobank Cycling Team RadioShack-Nissan Sky ProCycling Team Saxo Bank-Tinkoff Bank Vacansoleil-DCM |
| Professional Continental Teams Andalucía Team Argos-Shimano                                                                                  | Caja Rural Cofidis, le Crédit en Ligne |

## Etappenübersicht
| Etappen | Typ                   | Tag                | Start–Ziel                                 | km         | Etappensieger      | Kämpferischster Fahrer |
| ------- | --------------------- | ------------------ | ------------------------------------------ | ---------- | ------------------ | ---------------------- |
| 01.     | Mannschaftszeitfahren | Sa., 18. August    | Pamplona – Pamplona1                       | 016,2      | Movistar Team      | Imanol Erviti          |
| 02.     | Flachetappe           | So., 19. August    | Pamplona – Viana (Navarra)                 | 180        | John Degenkolb     | Javier Aramendia       |
| 03.     | Hochgebirgsetappe     | Mo., 20. August    | Bodegas Faustino V – Eibar Alto de Arrate  | 153        | Alejandro Valverde | Philippe Gilbert       |
| 04.     | Hochgebirgsetappe     | Di., 21. August    | Barakaldo – Valdezcaray                    | 155,4      | Simon Clarke       | Luis Ángel Maté        |
| 05.     | Flachetappe           | Mi., 22. August    | Logroño – Logroño                          | 172        | John Degenkolb     | Javier Chacón          |
| 06.     | Flachetappe           | Do., 23. August    | Tarazona – Jaca                            | 174,8      | Joaquim Rodríguez  | Thomas De Gendt        |
| 07.     | Flachetappe           | Fr., 24. August    | Huesca – Alcañiz Motorland Aragón          | 160        | John Degenkolb     | Javier Aramendia       |
| 08.     | Hochgebirgsetappe     | Sa., 25. August    | Lleida – Andorra - Collada de la Gallina   | 175        | Alejandro Valverde | Javier Aramendia       |
| 09.     | Flachetappe           | So., 26. August    | Andorra – Barcelona                        | 194        | Philippe Gilbert   | Javier Chacón          |
| R       | Ruhetag               | Mo., 27. August    | 1. Ruhetag                                 | 1. Ruhetag | 1. Ruhetag         | 1. Ruhetag             |
| 10.     | Flachetappe           | Di., 28. August    | Ponteareas – Sanxenxo                      | 166,4      | John Degenkolb     | Javier Aramendia       |
| 11.     | Einzelzeitfahren      | Mi., 29. August    | Cambados – Pontevedra2                     | 040        | Fredrik Kessiakoff | Fredrik Kessiakoff     |
| 12.     | Flachetappe           | Do., 30. August    | Vilagarcía de Arousa – Dumbria             | 184,6      | Joaquim Rodríguez  | Mikel Astarloza        |
| 13.     | Flachetappe           | Fr., 31. August    | Santiago de Compostela – Ferrol            | 172,7      | Steve Cummings     | Juan Antonio Flecha    |
| 14.     | Hochgebirgsetappe     | Sa.., 1. September | Palas de Rei – Puerto de Ancares           | 152        | Joaquim Rodríguez  | Juan Manuel Gárate     |
| 15.     | Hochgebirgsetappe     | So., 2. September  | La Robla – Lagos de Covadonga              | 186,7      | Antonio Piedra     | Antonio Piedra         |
| 16.     | Hochgebirgsetappe     | Mo., 3. September  | Gijón – Cuitu Negru (Valgrande-Pajares)    | 185        | Dario Cataldo      | Dario Cataldo          |
| R       | Ruhetag               | Di., 4. September  | 2. Ruhetag                                 | 2. Ruhetag | 2. Ruhetag         | 2. Ruhetag             |
| 17.     | Flachetappe           | Mi., 5. September  | Santander – Fuente Dé                      | 177        | Alberto Contador   | Alberto Contador       |
| 18.     | Flachetappe           | Do., 6. September  | Aguilar de Campoo – Valladolid             | 186,4      | Daniele Bennati    | Gatis Smukulis         |
| 19.     | Flachetappe           | Fr., 7. September  | Peñafiel – La Lastrilla                    | 169        | Philippe Gilbert   | Ji Cheng               |
| 20.     | Bergetappe            | Sa., 8. September  | La Faisanera Golf Segovia – Bola del Mundo | 169,5      | Denis Menschow     | Simon Clarke           |
| 21.     | Flachetappe           | So., 9. September  | Cercedilla – Madrid                        | 111,9      | John Degenkolb     | Alberto Contador       |

1 Mannschaftszeitfahren 

2 Einzelzeitfahren

## Wertungen im Tourverlauf
Die Tabelle zeigt den Führenden in der jeweiligen Wertung am Ende der jeweiligen Etappe an.
| Etappe | Gesamtwertung Jersey Rojo | Punktewertung Jersey Puntos | Bergwertung Jersey Montaña | Kombinationswertung Jersey Combinada | Teamwertung Clasificación por equipos |
| ------ | ------------------------- | --------------------------- | -------------------------- | ------------------------------------ | ------------------------------------- |
| 01.    | Jonathan Castroviejo      | nicht vergeben              | nicht vergeben             | nicht vergeben                       | (MOV)                                 |
| 02.    | Jonathan Castroviejo      | John Degenkolb              | Javier Chacón              | Javier Chacón                        | (MOV)                                 |
| 03.    | Alejandro Valverde        | Alejandro Valverde          | Pim Ligthart               | Alejandro Valverde                   | (MOV)                                 |
| 04.    | Joaquim Rodríguez         | Simon Clarke                | Simon Clarke               | Joaquim Rodríguez                    | (RAB)                                 |
| 05.    | Joaquim Rodríguez         | John Degenkolb              | Simon Clarke               | Joaquim Rodríguez                    | (RAB)                                 |
| 06.    | Joaquim Rodríguez         | John Degenkolb              | Simon Clarke               | Joaquim Rodríguez                    | (SKY)                                 |
| 07.    | Joaquim Rodríguez         | John Degenkolb              | Simon Clarke               | Joaquim Rodríguez                    | (SKY)                                 |
| 08.    | Joaquim Rodríguez         | John Degenkolb              | Alejandro Valverde         | Joaquim Rodríguez                    | (RAB)                                 |
| 09.    | Joaquim Rodríguez         | Joaquim Rodríguez           | Alejandro Valverde         | Joaquim Rodríguez                    | (RAB)                                 |
| 10.    | Joaquim Rodríguez         | John Degenkolb              | Alejandro Valverde         | Joaquim Rodríguez                    | (RAB)                                 |
| 11.    | Joaquim Rodríguez         | John Degenkolb              | Alejandro Valverde         | Joaquim Rodríguez                    | (RAB)                                 |
| 12.    | Joaquim Rodríguez         | Joaquim Rodríguez           | Alejandro Valverde         | Joaquim Rodríguez                    | (RAB)                                 |
| 13.    | Joaquim Rodríguez         | Joaquim Rodríguez           | Alejandro Valverde         | Joaquim Rodríguez                    | (RAB)                                 |
| 14.    | Joaquim Rodríguez         | Joaquim Rodríguez           | Simon Clarke               | Joaquim Rodríguez                    | (RAB)                                 |
| 15.    | Joaquim Rodríguez         | Joaquim Rodríguez           | Simon Clarke               | Joaquim Rodríguez                    | (MOV)                                 |
| 16.    | Joaquim Rodríguez         | Joaquim Rodríguez           | Simon Clarke               | Joaquim Rodríguez                    | (MOV)                                 |
| 17.    | Alberto Contador          | Joaquim Rodríguez           | Simon Clarke               | Joaquim Rodríguez                    | (MOV)                                 |
| 18.    | Alberto Contador          | Joaquim Rodríguez           | Simon Clarke               | Joaquim Rodríguez                    | (MOV)                                 |
| 19.    | Alberto Contador          | Joaquim Rodríguez           | Simon Clarke               | Joaquim Rodríguez                    | (MOV)                                 |
| 20.    | Alberto Contador          | Joaquim Rodríguez           | Simon Clarke               | Joaquim Rodríguez                    | (MOV)                                 |
| 21.    | Alberto Contador          | Alejandro Valverde          | Simon Clarke               | Alejandro Valverde                   | (MOV)                                 |